# Acrogalumna pectinata
Acrogalumna pectinata är en kvalsterart som först beskrevs av Arthur P. Jacot 1937.  Acrogalumna pectinata ingår i släktet Acrogalumna och familjen Galumnidae. Inga underarter finns listade i Catalogue of Life.